# Caccobius jessoensis
Caccobius jessoensis är en skalbaggsart som beskrevs av Edgar von Harold 1867. Caccobius jessoensis ingår i släktet Caccobius och familjen bladhorningar. Inga underarter finns listade.